# Vranov nad Dyjí
Vranov nad Dyjí (deutsch Frain) ist eine Minderstadt im Okres Znojmo (Bezirk Znaim) in Tschechien. Sie liegt an der Thaya, drei Kilometer nördlich der österreichischen Grenze bei Hardegg. Zwischen Vranov und Podmyče (Pomitsch) befinden sich Befestigungsanlagen des Tschechoslowakischen Walls. Vranov war ursprünglich als Platzort angelegt.

## Geographie
Die Nachbarorte sind im Nordwesten Lančov (Landschau), im Westen Podmyče (Pomitsch) und im Osten Onšov na Moravě (Windschau).

## Geschichte
Die Anlage des Ortes und die bis 1945 gesprochene Ui-Mundart (bairisch-österreichisch) mit ihren speziellen bairischen Kennwörtern weist auf eine Besiedlung durch bayrische deutsche Stämme hin, wie sie um 1050, aber vor allem im 12/13. Jahrhundert erfolgte. Die Burg Vranov (Frain) wurde bereits im Jahre 1100 in der Chronik Chronica Boemorum des Cosmas von Prag genannt. Die Burg wird im Jahre 1183 vom Johanniterorden übernommen. Die erste Erwähnung des Marktfleckens Frain stammt aus dem Jahre 1323, als es der böhmische König Johann von Luxemburg dem Unterkämmerer Heinrich von Leipa übertrug. Später gelangte es an die Herren von Lichtenburg, denen auch die benachbarten Burgen Vöttau und Zornstein gehörten. Um den Markt zu schützen, wurde von 1423 bis 1431 eine Wehrmauer um die Ortschaft errichtet. Diese wird später noch ausgebaut und am Ende des 18. Jahrhunderts geschleift.
1499 übertrug König Vladislav II. die Besitzungen den Lichtenburgern als erblichen Besitz. Anfang des 16. Jahrhunderts erfolgten mehrere Besitzerwechsel. Zu ihnen gehörten Arkleb von Boskowitz, Johann von Pernstein, Sidonius von Lomnitz und Wolf Kraiger von Kraigk sowie die Herren von Dietrichstein. Seit der zweiten Hälfte des 16. Jahrhunderts wurde in Frain Eisenerz gefördert, das bis 1747 in den Frainer Hammerwerken verarbeitet wurde. Nach dem Sieg der Hussiten bei Iglau im Jahre 1425 wird der Markt Frain zu deren Sammelplatz. Die Besetzung durch die Hussiten war so nachhaltig, dass bis zu dem Jahre 1562 kein katholischer Pfarrer im Ort predigte.

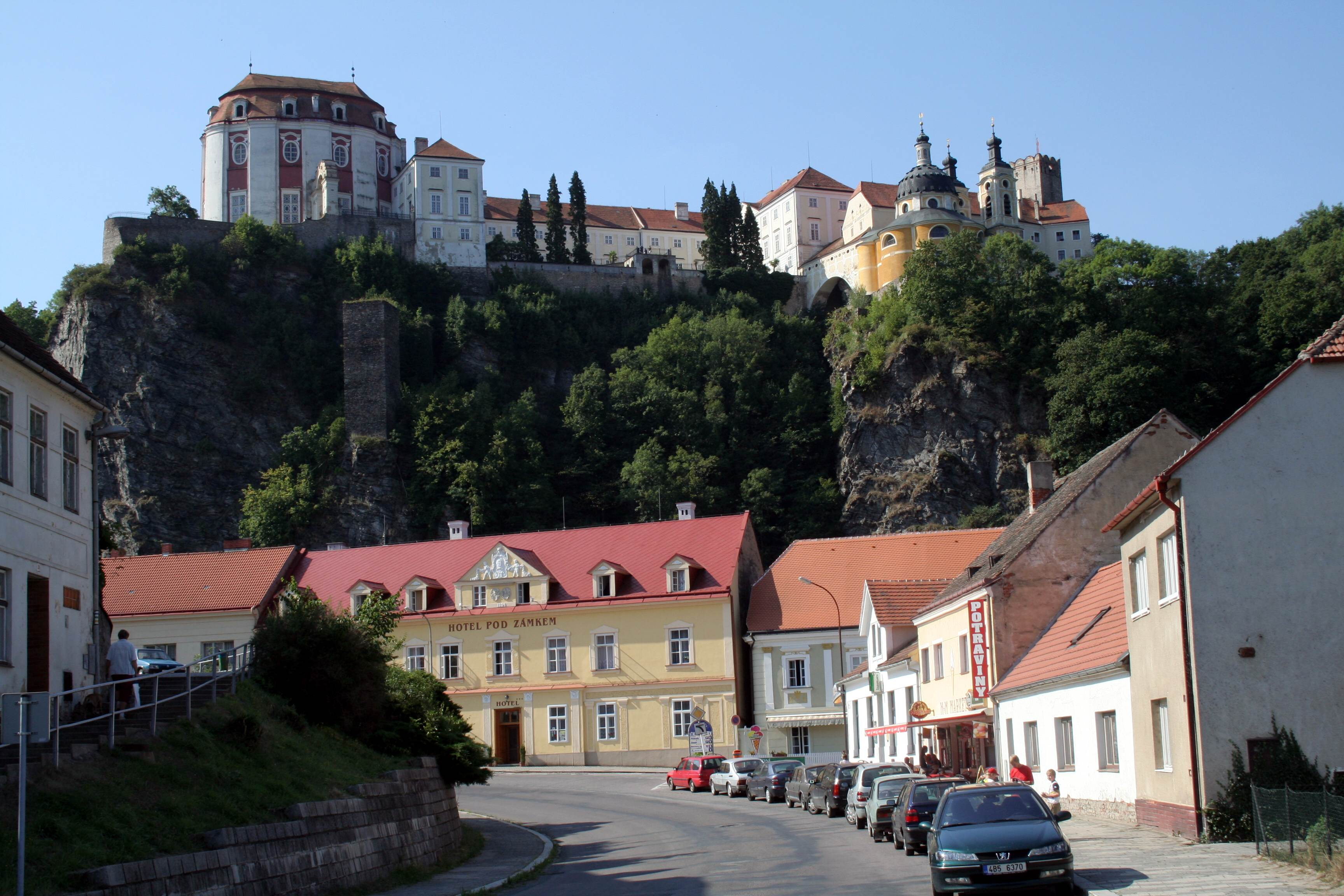
Vranov nad Dyjí, Ortsansicht

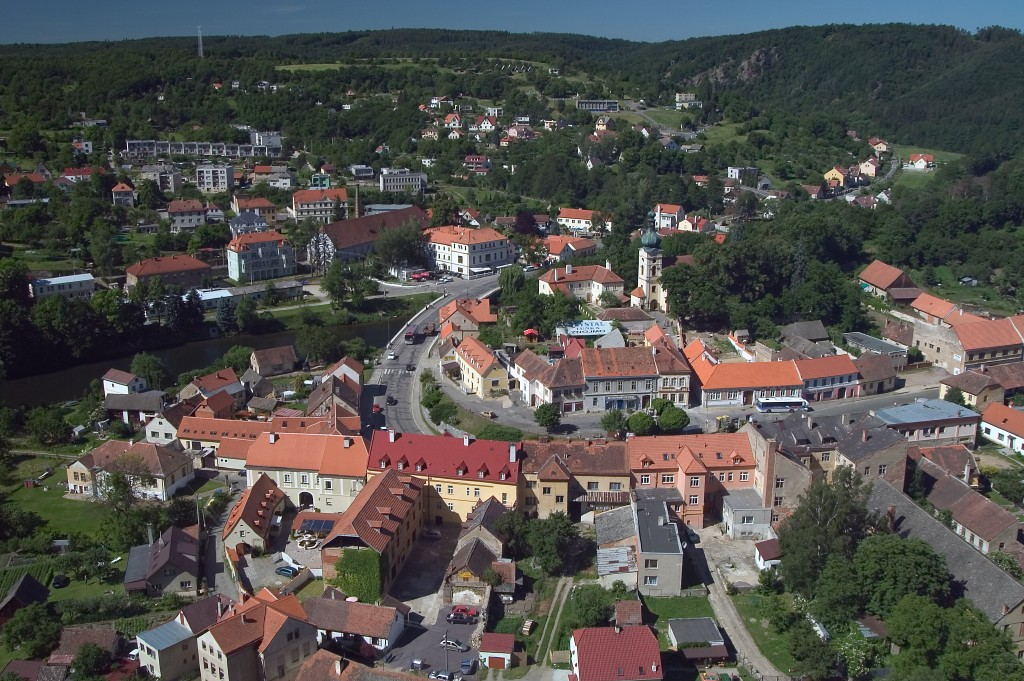
Blick auf Vranov vom Schloss

1614 wurden Burg und Herrschaft Frain von Wolf Dietrich von Althann erworben, dessen Besitzungen wegen seiner Beteiligung am Ständeaufstand nach der Schlacht am Weißen Berge beschlagnahmt wurden. Das Frainer Herrschaftsgut wurde 1629 von Johann Ernst von Scherfenberg erworben. Während des Dreißigjährigen Krieges, im Jahre 1642, wurde Frain von Kaiser Ferdinand III. das Recht auf drei Jahrmärkte und einen Wochenmarkt zugesprochen, um diesen „durch Kriege und Truppendurchzüge in großen Schaden gesetzten Städtchen“ (Ferdinand II.: Gregor Wolny: Die Markgrafschaft Mähren) auszuhelfen. Auch kam es im gleichen Jahr zur Gründung einer Schmiede- und Schlosserzunft. Im Jahre 1645 wird Frain von schwedischen Truppen unter Lennart Torstensson besetzt und ausgeplündert sowie die Burg belagert. Nach dem Abzug der Schweden stehen nur noch 39 von den 111 Häusern des Ortes. 1665 erwarben die Grafen Starhemberg das verwüstete und entvölkerte Herrschaftsgut. Unter ihnen wurde die Burg Frain nochmals umgebaut.
1680 erwarb der Reichsgraf Michael Johann von Althann Burg und Herrschaft Frain. Er veranlasste den Umbau der Burg zu einem herrschaftlichen Barockschloss. Nach dessen Tod 1702 erbte sein Sohn Michael Hermann von Althann die Besitzungen, von dem sie 1722 auf seine Ehefrau Maria Anna geb. Pignatelli übergingen, die eine freundschaftliche Beziehung zum Kaiser Karl VI. unterhielt, welcher jedes Jahr im Mai das Schloss besuchte. Der letzte Besitzer aus der Familie Althann, Michael Johann Josef von Althann, musste Schloss und Herrschaft Frain 1793 wegen Überschuldung an den Prager Advokaten Johann Hilgartner von Lilienborn verkaufen. Dieser gründete neue Dörfer und baute Landstraßen in seinem Herrschaftsgebiet. 1799 gründete Josef Weiss eine Steingutmanufaktur in Frain. Sie wurde 1816 von dem polnischen Aristokraten Stanisław Mniszek erworben, dem Frain seit Anfang des 19. Jahrhunderts gehörte. Mniszek verbesserte in den nächsten Jahren die Produktionsmethoden und erweiterte das Sortiment der Manufaktur.
Ab 1820 wurde Geschirr nach dem von Josiah Wedgwood entwickelten Verfahren produziert. Die Frainer Wedgwoodkeramik genoss wegen ihrer künstlerischen Gestaltung einen guten Ruf im In- und Ausland. Nach der Ablösung der Patrimonialverwaltung wurde Frain im Jahre 1849 Gerichtssitz. Das Schloss Frain und der zugehörige Grundbesitz gingen 1876 an die mit Mniszek verwandte Familie Stadnicky. Deren Besitzungen wurden während der Zeit des Protektorats 1939 von den Deutschen konfisziert. Durch den Ausbau der Eisenbahn im 19. Jahrhundert erhielt Frain 1870 eine Bahnstation. Auch wurden im 19. Jahrhundert zwei prähistorische Steinhämmer bei Frain gefunden. Um das Jahr 1900 entwickelte sich Frain zu einem beliebten Ort für die Sommerfrische. So entstanden im Laufe der Jahre 170 Hotelzimmer und 200 Sommerwohnungen, fünf Tennisplätze, ein Flussbad, zwei Bäder am Stausee und viele Wanderwege. Bis zum Schicksalsjahr 1945 wurde von den Einwohnern die „ui“- Mundart (bairisch-österreichisch) mit ihren speziellen Bairischen Kennwörtern gesprochen.
Ein Teil der Bewohner von Frain lebte von der Forst- und Landwirtschaft, wobei der seit Jahrhunderten gepflegte Weinbau Südmährens keine Rolle spielte. Aufgrund des günstigen Klimas wurden neben verschiedenen Getreidearten auch Mais, Kartoffeln und Futterrüben angepflanzt. Die Wälder bzw. die herrschaftliche Forstwirtschaft im Ort erbrachte in drei Jahren 30.000 m³ Brennholz und 20.000 m³ Nutzholz, welches zu zwei Drittel weiterverkauft wurde. Ebenso fanden viele Einwohner ihr Auskommen im Handwerk oder in der Dienstleistung. So gab es neben einem florierenden Kleingewerbe drei Mühlen, drei Ziegeleien, eine Seidenbandfabrik, eine Betonwarenfabrik, ein Sägewerk, die Steingut- und Wedgwoodfabrik, einen Apotheker, zwei Autobusunternehmen, fünf Taxiunternehmen, zwei LKW-Transportunternehmen, einen Notar und verschiedene Ärzte.
Mit dem Zerfall Österreich-Ungarns nach dem Ersten Weltkrieg wurde Mähren Bestandteil der neu gegründeten Tschechoslowakei. Damit fiel auch Frain, dessen Bevölkerung 1910 zu 97 % deutschsprachig war, an den neuen Staat. Im Jahre 1922 wurde eine tschechische Minderheitenschule eingerichtet. Da es zu wenige tschechische Kinder im Ort gab, wurden tschechische Waisenkinder in Frain eingemeindet. Es kam zu nationalen Spannungen. Im Münchner Abkommen wurde die tschechoslowakische Regierung zur Abtretung der deutschsprachigen Randgebiete gezwungen. Somit wurde Frain mit 1. Oktober 1938 ein Teil des deutschen Landkreises Znaim im Reichsgau Niederdonau. Von 1939 bis 1945 war Windschau eingemeindet.
Nach dem Ende des Zweiten Weltkrieges kam die Gemeinde wieder zur Tschechoslowakei zurück. Der Großteil der deutschmährischen Bevölkerung wurde vertrieben. Der Ort wurde neu besiedelt. Zur Ehren ihrer Toten errichteten die Heimatvertriebenen an der Straße Hardegg – Felling ein Gedenkkreuz.
Seit 2006 ist Vranov wieder ein Městys (Minderstadt).
Matriken (Kirchenbücher) werden seit 1642 geführt. Grundbücher werden seit 1857 aufgezeichnet.

## Gemeindegliederung
Für die Minderstadt Vranov nad Dyjí sind keine Ortsteile ausgewiesen. Grundsiedlungseinheiten sind Na Pláži, Vranov nad Dyjí und Zadní Hamry (Hammer).

## Wappen und Siegel
Siegel: Seit 1568 hat Frain vom damaligen Herrschaftsinhaber Peter Czertoray das Recht auf Führung eines Siegels und eines Wappens, das eine zweifenstrige Wehrmauer mit offenem Tor, darüber zwei spitzbedachte Zinnentürme zeigt. Zwischen diesen, auf einem Sockel sitzend, ein linksgewendeter Rabe.
Wappen: Das Marktwappen besteht aus einem roten Schild, darin die silberne Zinnenburg mit schwarzen Dächern und schwarzem Fallgitter. Der schwarze Vogel hat einen goldenen Schnabel. Entsprechend auch die Farbgebung in der gesamten heraldischen Literatur.

## Bevölkerungsentwicklung
| Volkszählung | Einwohner gesamt | Volkszugehörigkeit der Einwohner | Volkszugehörigkeit der Einwohner | Volkszugehörigkeit der Einwohner |
| Jahr         | Einwohner gesamt | Deutsche                         | Tschechen                        | Andere                           |
| ------------ | ---------------- | -------------------------------- | -------------------------------- | -------------------------------- |
| 1880         | 1071             | 1059                             | –                                | 12                               |
| 1890         | 1052             | 1030                             | 13                               | 9                                |
| 1900         | 1061             | 1002                             | 54                               | 5                                |
| 1910         | 1048             | 1013                             | 26                               | 9                                |
| 1921         | 1146             | 756                              | 268                              | 122                              |
| 1930         | 1676             | 1023                             | 561                              | 92                               |

## Talsperre Vranov
Zwischen 1930 und 1935 wurde die Frainer Talsperre erbaut. Sie staut das Wasser der Thaya und fasst 133 Millionen m³ Wasser.

## Sehenswürdigkeiten und Denkmäler
- Schloss Vranov nad Dyjí

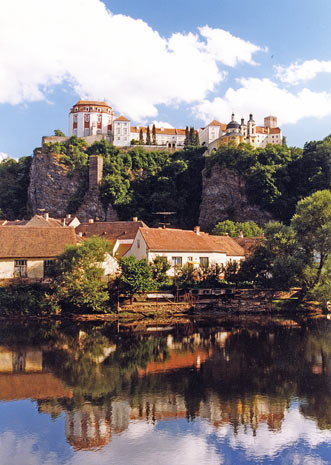
Das Schloss Vranov nad Dyjí, im Vordergrund die Thaya

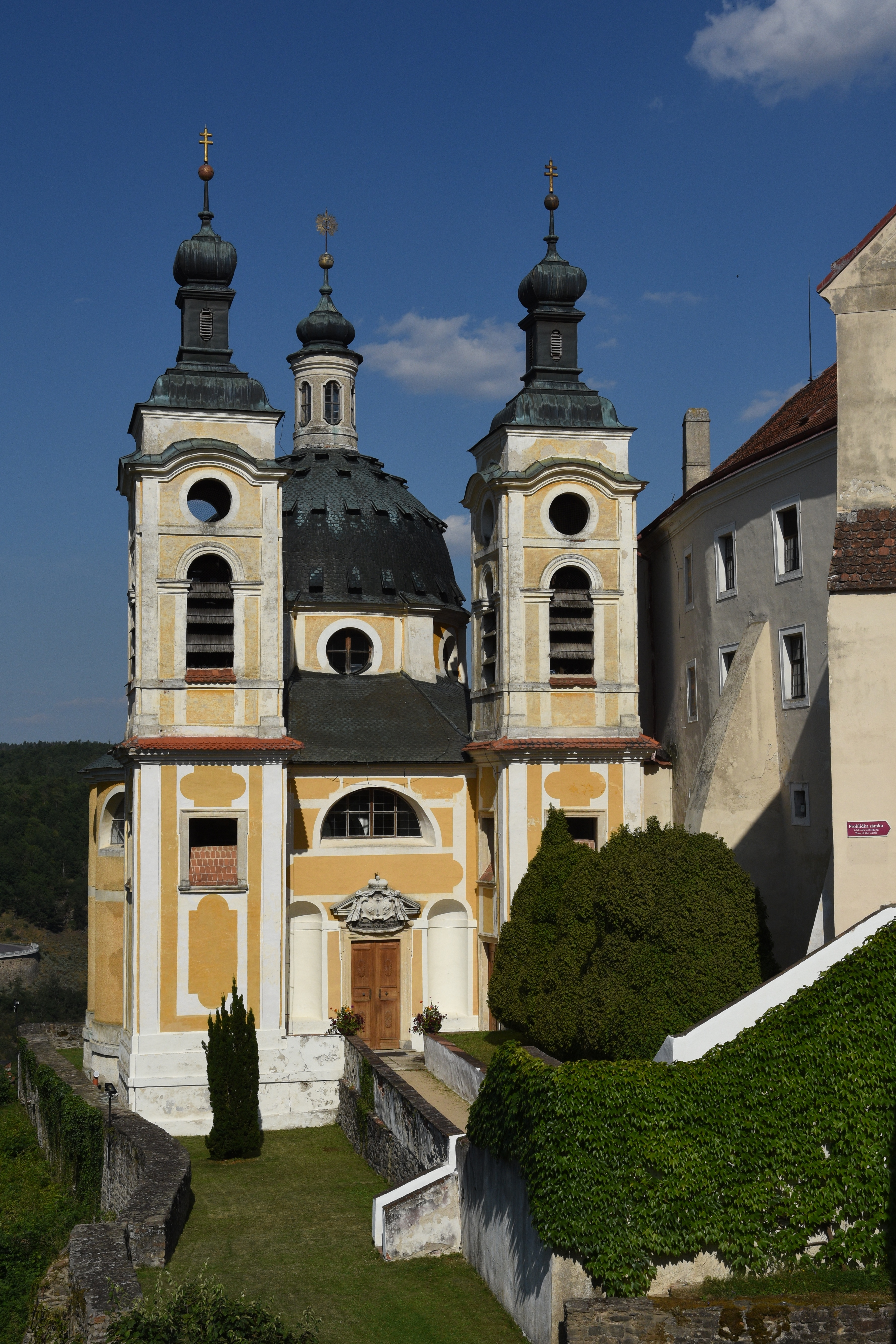
Die Schlosskapelle von Schloss Vranov nad Dyjí

- Pfarrkirche Mariä Himmelfahrt mit einem romanischen Karner aus der 1. Hälfte des 13. Jahrhunderts, Umbau 1716, Nepomuk-Altarbild von Franz Anton Maulbertsch
- Helenenkapelle (1815) im Unteren Hammer
- Josefskapelle (1826)
- Pestsäule, an den Ecken hl. Sebastian, Rochus, Florian und Joh. von Nepomuk nach Gelübde infolge der Pest von 1680
- Mniszek-Kreuz (1846)
- Clary-Kreuz zur Erinnerung an den Fürsten Clary (1831)
- Felizienbründl
- In Hardegg in Österreich wurde 1946 zum Gedenken an die Vertreibung der deutschsprachigen Frainer das Heimatkreuz der Heimatgemeinde Frain in der Braitau nahe der Staatsgrenze auf einem Felsen über der Thaya errichtet.
- Kapelle beim Kirchturm, erste Hälfte 18. Jh., Christus an der Martersäule.
- Kapelle mit Kreuzigungsbild, 1. Hälfte 18. Jh.
- Statue des Hl. Johann von Nepomuk (1732) an der Thayabrücke
- Tempel Maria Schutz am Rosenhügel, anfangs im griechischen Stil gebaut, deshalb auch „Dianatempel“ genannt, da griech. Götterstatuen enthaltend. Später wurden diese entfernt und eine Marienstatue aufgestellt.
- Felsenkapelle Mater dolorosa
- Kriegerdenkmal (1934)
- Talsperre Vranovská přehrada 1930–36 erbaut nach Plänen des Frainer Ingenieurs Ferdinand Schmidt. Durch den entstandenen Stausee wurde der Ort Alt-Vöttau überflutet.

## Persönlichkeiten
- Karl Albrecht auch Karl Albrecht-Frainer (1845–1920), Dichter und Lehrer
- Georg Brandl (1906–1990), bildender Künstler
- Josef Doré, Landschaftsmaler und Direktor der Frainer Steingutmanufaktur von 1832 bis 1873
- Franz Olbricht (1842–1907), Architekt und Hofbaumeister
- Ferdinand Schmidt (1878–1941), Ingenieur, Initiator und Planer der Frainer Thaya–Talsperre.
- Karl Veit (* 1887), Politiker und Postamtsdirektor

## Brauchtum
- Bis zur Vertreibung der deutschen Einwohner wurde der Kirtag immer am 1. Sonntag nach dem 15. August gefeiert.[6]
- Die Jahrmärkte wurden immer am ersten Donnerstag im März, im Mai, im August, im Oktober und im November abgehalten.

## Sagen aus dem Ort
- Im Gebiet um Frain soll der „Mann ohne Kopf“ umhergehen und achtlose Wanderer erschrecken.[13]
- Der Frainer Pranger soll aus Freistein stammen und nach einer Flut von dort bei Frain angeschwemmt worden sein.[14]
- Im Dreißigjährigen Krieg versuchten die Schweden den nordöstlich gelegenen „Kreuzberg“ zu durchstechen, um die Thaya abzuleiten. Damit soll der Burgbesatzung das Wasser entzogen werden. Noch heute sieht man am Kreuzberg den sogenannten „Schwedenstich“.[15]
- Vor langer Zeit, als noch die „alte Straße“ steil über den Windschauer Berg führte, sahen verspätete Heimkehrer auf der Galgenstatt wiederholt den Geist eines Hingerichteten umgehen, der seinen Kopf in den Händen trug und vor sich hinjammerte: „Warum hab ich mich vom Teufel reiten lassen?“ Der Anblick des Gespenstes war furchterregend und seine Stimme klang schauerlich.[16]